# Forår i brystet
Forår i brystet er det fjortende studiealbum fra den danske rocksanger Michael Falch. Det blev udgivet den 9. oktober 2020 på A:Larm Music. Det modtog fem ud af seks stjerner i musikmagasinet GAFFA.

## Spor
1. "Frihed"
2. "Alt For Vild"
3. "Valmuemarken"
4. "Rør Mig Nu"
5. "Om Lidt Bli'r Det Lyst"
6. "Sommerfugletid"
7. "Juble Igen Som Fugle"
8. "Gudinde For Umulige Ting"
9. "Ånd Henover Dårlig Karma"
10. "Mit Liv, Min Tid, Min Kærlighed"
11. "Hærget Sommer"